# Hamburg-Gut Moor

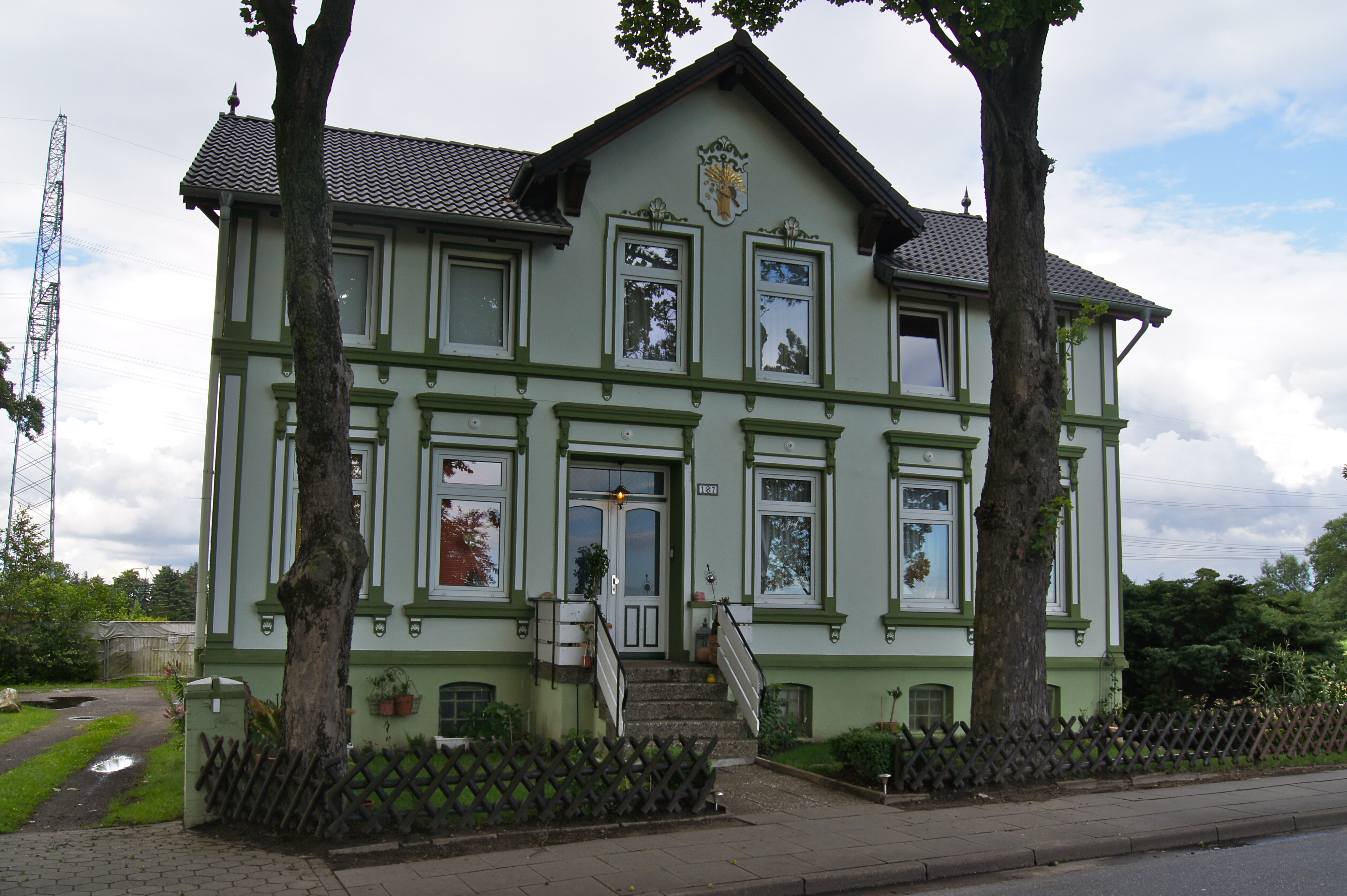
Großmoordamm

 Gut Moor  is een stadsdeel van Hamburg in het district Hamburg-Harburg .

## Geografie
Gut Moor ligt in de meersen aan de rand van het oerstroomdal van de Elbe, en bestaat vrijwel uitsluiten uit weiland.
Gut Moor is qua oppervlakte en inwonertal een van de kleinste stadsdelen van Hamburg. Het wordt voor vele zaken, ook administratief, vaak samengenomen met Hamburg-Neuland.
De hoofdstraat ‘Großmoordamm’ is aan één zijde bebouwd, daartegenover ligt een bufferbekken. Deze straat sluit aan op de  Bundesstraßen 75 en 73.

## Geschiedenis
Rond 1540 liet hertog Otto I van Harburg het Seevekanaal aanleggen voor de aandrijving van molens in de stad Harburg. Dit was ook nodig om het omliggende veen te kunnen ontginnen. Zijn kleinzoon Willem Augustus van Brunswijk-Harburg gaf in 1630 een vrij goed aan zijn kanselier Johann von Drebber als ambtswoning.
Dit ‘Kanzlerhof’ omvatte ook talrijke landerijen waaronder delen van het huidige Gut Moor.
In 1713 werd er een ‘herrenhaus’ gebouwd, dat bij de uitbreiding van het rangeerstation Harburg weer werd afgebroken.
In 1937 werd de plaats als stadsdeel bij Hamburg ingelijfd.